# Leptopteris fraseri
Leptopteris fraseri is een varen uit de koningsvarenfamilie (Osmundaceae). Het is een grote, terrestrische varen die endemisch is voor oostelijk Australië.

## Naamgeving enetymologie
- Synoniem: Todea fraseri Hook. & Grev. (1829)
- Engels: Crepe Fern, Filmy King Fern

De botanische naam Leptopteris is een samenstelling van Oudgrieks λεπτός, leptos (slank) en πτερίς, pteris (varen).

## Kenmerken
Leptopteris fraseri is een grote, overblijvende varen met de bladen in één bundel op een rechtopstaande, bruin behaarde rizoom, die bij oudere planten een tot 1 m hoge, slanke schijnstam vormt. De plant lijkt daarmee een beetje op een boomvaren, maar is daar verder niet mee verwant. De bladen zijn tot meer dan 1,5 m lang, licht- of donkergroen, lancetvormig tot ovaal, dubbel of drievoudig geveerd, en membraneus. De bladsteel is glad, aan de basis gevleugeld en voorzien van twee steunblaadjes.
De sporendoosjes zijn bolvormig, en zitten in losse groepjes op de onderzijde van de onderste deelblaadjes van de vruchtbare bladen (sporofyllen), net als bij het zustergeslacht Todea.

## Habitaten verspreiding
L. fraseri is een terrestrische plant die groeit in het regenwoud op vochtige, rotsige, schaduwrijke plaatsen nabij watervallen en rivieren en in grotopeningen. De plant is endemisch voor de oostelijke staten Queensland en New South Wales in Australië, voornamelijk in het Groot Australisch Scheidingsgebergte.
Geslacht: Leptopteris

Soorten: L. alpina · L. fraseri · L. hymenophylloides · L. laxa · L. moorei · L. superba · L. wilkesiana · L. ×intermedia

Geslacht: Osmunda (+Plenasium)

Soorten: O. angustifolia · O. banksiifolia · O. claytoniana · O. collina · O. gracilis · O. herbacea · O. huegeliana · O. japonica · O. javanica · O. lancea · O. mildei · O. piresii · O. regalis (Koningsvaren) · O. vachellii · O. ×ruggii

Geslacht: Osmundastrum

Soort: O. cinnamomeum (Kaneelvaren)

Geslacht: Todea

Soorten: T. barbara · T. papuana · T. tidwellii